# Parafia św. Aleksandra Newskiego w Akutan
Parafia św. Aleksandra Newskiego – parafia prawosławna w Akutan. Jedna z 14 parafii tworzących dekanat Unalaska diecezji Alaski Kościoła Prawosławnego w Ameryce. Działa od 1878.